# Орсеоло, Пьетро II

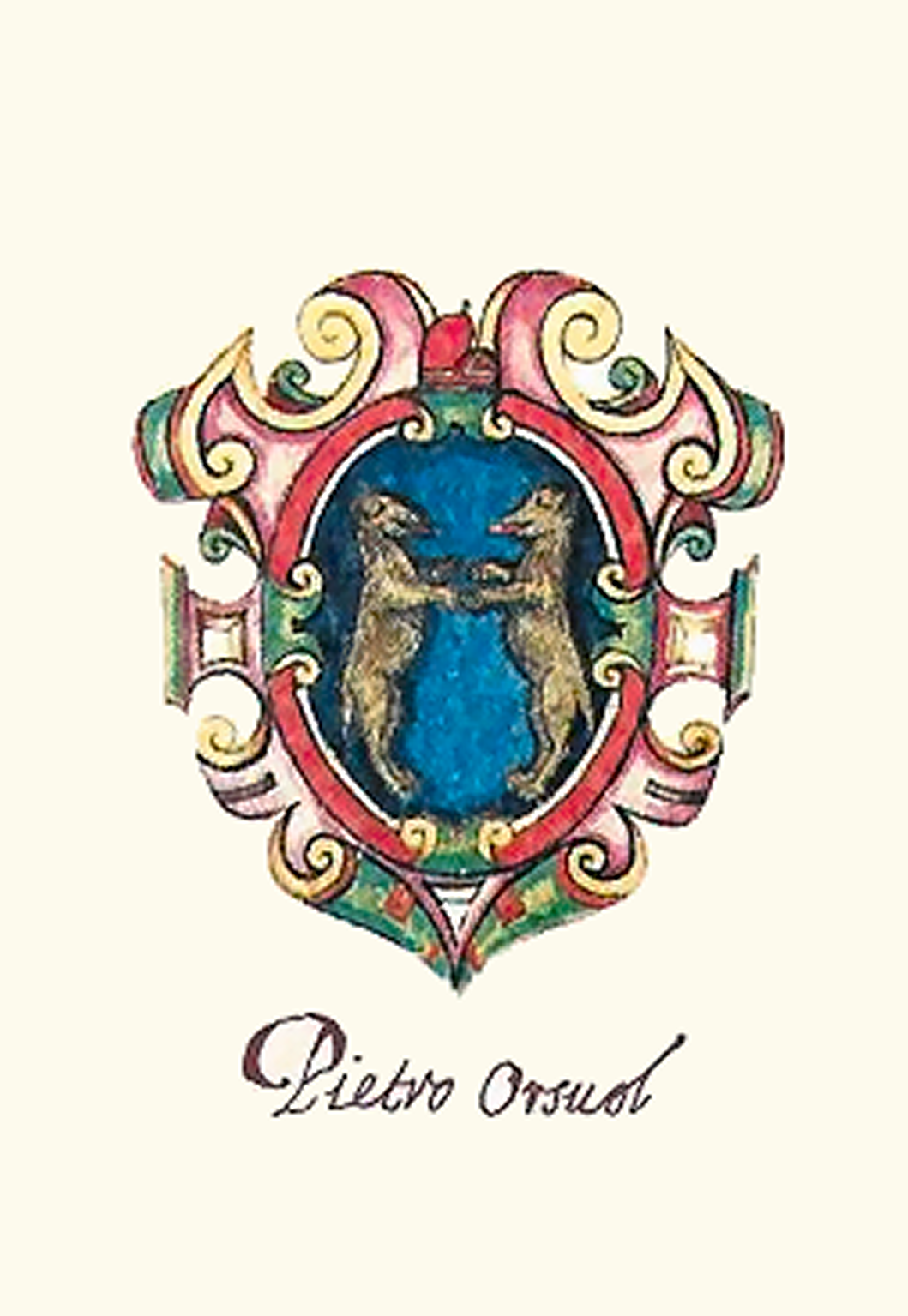
Герб дожа Пьетро II

Пье́тро II Орсео́ло (961—1009) — 26-й венецианский дож с 991 года.

## Биография
Единственный сын дожа Пьетро I Орсеоло и Фелиции Малипьеро, Пьетро II Орсеоло начал политику присоединения к Республике святого Марка восточных земель, которая продлилась более пятисот лет. Он распространил влияние Венеции на хорватов и славян Неретвы, освободил венецианцев от 50-летней практики дани славянским пиратам. Начал расширение территории Венецианской республики, разорив пиратские базы на островах Ластово и Корчула, захватил их и город Дубровник.
В 992 году отправил посольство в Константинополь, которое провело успешные переговоры с императором Василием II о снижении в семь раз таможенных пошлин для венецианских судов. В ответ Венеция обязалась выделять суда по первому требованию для оперативной доставки греческих войск в порт Бари (Южная Италия).
Победа в морском сражении с пиратами у города Задар в 1000 году и получение контроля над всем Адриатическим морем положили начало многовековой церемонии «Праздник обручения венецианского дожа с Адриатическим морем».
У дожа было 11 детей. По некоторым данным, одна из дочерей Пьетро стала женой сына хорватского короля Светослава Суроньи, а один из сыновей, Иоанн, был женат на Марии, дочери византийского императора Романа III Аргира. Другой — Оттоне — был женат на сестре венгерского короля Иштвана I, он же стал преемником Пьетро на посту дожа. Сын Оттоне — Пётр — позже стал королём Венгрии.